# Alberto da Costa e Silva

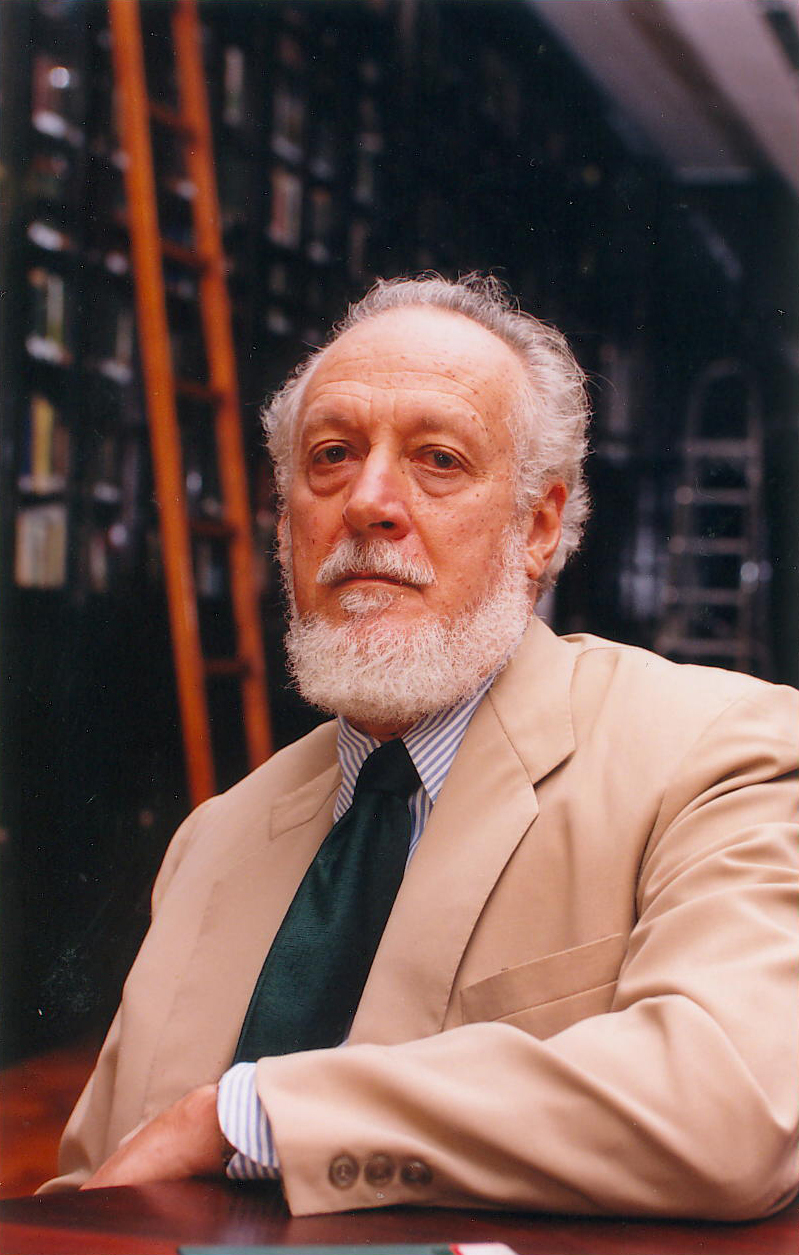
Alberto da Costa e Silva, 2021

Alberto Vasconcellos da Costa e Silva (* 12. Mai 1931 in São Paulo; † 26. November 2023) war ein brasilianischer Diplomat, Schriftsteller und Dichter, Historiker und Hochschullehrer. Im Jahr 2000 wurde er in die Academia Brasileira de Letras, die brasilianische Akademie der Literatur, gewählt. Von 2002 bis 2003 war er deren Präsident.

## Leben
Alberto da Costa e Silva war der Sohn des Dichters Antônio Francisco da Costa e Silva und Kreusa Fontenelle de Vasconcellos da Costa e Silva. Ab 1943 besuchte er in Rio de Janeiro die private Ganztagsschule Externato São José und das Internat Instituto Lafayette. An der Diplomatenakademie in Brasília, dem Rio Branco-Institut, schloss er im Jahr 1957 seine Ausbildung zum Diplomaten ab. Er blieb durch Lehrtätigkeit und andere Aufgaben dem Institut verbunden, dessen Vizepräsident er von 1983 bis 1985 und von 1995 bis 2000 war.
Silva diente als Diplomat in Lissabon, Caracas, Washington, Madrid und Rom und war Botschafter in Nigeria und Benin, in Portugal, in Kolumbien und Paraguay.
Bereits 1953 trat er mit dem Gedichtband O Parque e outros poemas in die Öffentlichkeit, spätere Gedichtbände erhielten Preise: den Prêmio Luísa Cláudio de Sousa des brasilianischen PEN Club für As Linhas da mão 1978, jeweils den Prêmio Jabuti für Ao Lado de Vera 1997 und für Poemas reunidos 2000. Auch für seine Sachbücher erhielt er Preise: für sein umfangreiches Werk über die afrikanische Sklaverei A Manilha e o libambo den Prêmio Sérgio Buarque de Holanda und ebenfalls den Prêmio Jabuti im Jahre 2003. Im selben Jahr wurde er auch vom Brasilianischen Schriftstellerverband UBE mit dem Prêmio Juca Pato ausgezeichnet und damit zum „Intellektuellen des Jahres“.
Seine 1957 erschienene Anthologie der Legenden brasilianischer Indios erlebte zahlreiche Auflagen, zuletzt 2009 als Lendas do índio brasileiro. In seinen afrikanistischen und geschichtswissenschaftlichen Werken thematisierte er die afrikanisch-brasilianischen Beziehungen, so in dem 2004 erschienenen Werk über den „König“ der Sklavenhändler Francisco Felix de Souza.
1984 und 1985 war er Mitglied des Conselho Nacional de Direito Autoral, des Nationalen Rates für Urheberrecht, und beteiligte sich an den Konferenzen zum brasilianischen Urheberrecht. 1997 bis 2005 war er Mitglied des Wissenschaftlichen Beirats des UNESCO Programms „Route der Sklaven“.

## Ehrungen
Alberto da Costa e Silva wurde am 27. Juli 2000 in die Academia Brasileira de Letras, die brasilianische Akademie der Literatur in Rio de Janeiro aufgenommen. Er war in Nachfolge von Carlos Chagas Filho der vierte Inhaber des nach Gonçalves de Magalhães benannten Sitzes Nummer 9. In den Jahren 2002 und 2003 war Alberto da Costa e Silva der 45. Präsident der Academia Brasileira de Letras.
Er war korrespondierendes Mitglied der Akademie der Wissenschaften Lissabon (Academia das Ciências de Lisboa).
1986 erhielt er die Ehrendoktorwürde für Literatur der Obafemi Awolowo University (vormals University of Ife), Nigeria, und 2009 den Ehrendoktor der Geschichte der Universidade Federal Fluminense.
2014 nahm er den Prémio Camões, den wichtigsten Literaturpreis des portugiesischen Sprachraums, entgegen.

## Werke
Autobiografische Schriften
- Espelho do príncipe. Ficcões da memória. Nova Fronteira, Rio de Janeiro, 1994, ISBN 85-209-0563-3.
- Invenção do desenho. Ficcões da memória. Nova Fronteira, Rio de Janeiro 2007, ISBN 978-85-209-1999-6.

Dichtung
- O Parque e outros poemas. Rio de Janeiro 1953.
- O Tecelão. Livros de Portugal, Rio de Janeiro 1962.
- Carda, Fia, Doba e Tece. Lisboa 1962.
- Livro de linhagem. Lisboa 1966. (Neuauflage: São Paulo, 2010).
- As Linhas da mão. DIFEL, Rio de Janeiro 1978.
- A Roupa no estendal, o Muro, os Pombos. Lisboa 1981.
- A Queimada e a derrubada. Edições Corisco, Teresina, Piauí 1986.
- Poemas. Embajada del Brasil, Lima 1986. (Portugiesisch und Spanisch; Übersetzer: Carlos Germán Belli).
- Consoada. Bogotá 1993.
- Ao Lado de Vera. Poemas. Nova Fronteira, Rio de Janeiro 1997, ISBN 85-209-0835-7.
- Poemas reunidos. Nova Fronteira, Rio de Janeiro 2000, ISBN 85-209-1088-2.
- Melhores poemas. Seleção André Seffrin. Global Editora, São Paulo 2007, ISBN 978-85-260-1186-1.

Afrikanistische und geschichtswissenschaftlichen Werke
- A Enxada e a lança.' A África antes dos portugueses. Nova Fronteira, Rio de Janeiro 1992, ISBN 85-209-0337-1. (Auch erweiterte Neuauflagen).
- O Brasil, a África e o Atlântico no século XIX (PDF-Datei; 2,0 MB). In: Estudos avançados. Instituto de Estudos Avançados da Universidade de São Paulo, São Paulo. Jg. 8, 1994, Nr. 21, S. 21–42. ISSN 0103-4014
- Os estudos de História da África e sua importância para o Brasil. In: II Reunião Internacional de História de África. 1996, S. 13–20.
- As Relações entre o Brasil e a África Negra, de 1822 à 1ª Guerra Mundial. Museu Nacional da Escravatura, Luanda, 1996.
- A Manilha e o libambo: a África e a escravidão, de 1500 a 1700. Nova Fronteira, Rio de Janeiro 2002, ISBN 85-209-1262-1.[3]
- Um rio chamado Atlântico. A África no Brasil e o Brasil na África. Nova Fronteira, Rio de Janeiro 2003, ISBN 85-209-1581-7. (Auch: 4. Auflage 2008, ISBN 978-85-209-1581-3).
- Francisco Félix de Souza, mercador de escravos. Nova Fronteira, Rio de Janeiro 2004, ISBN 85-209-1651-1.
- Das mãos do oleiro. Aproximações. Nova Fronteira, Rio de Janeiro 2005, ISBN 85-209-1744-5.

Essays, kleinere Schriften
- O Vício da África e outros vícios. João Sá da Costa, Lisboa, 1989. (Enthält Sammlung von Zeitschriftenartikeln).
- Guimarães Rosa, poeta. Bogotá 1992.
- Mestre Dezinho de Valença do Piauí. Fundação Cultural Monsenhor Chaves, Teresina 1999.
- O Pardal na janela. Academia Brasileira de Letras, Rio de Janeiro 2002, ISBN 85-7440-048-3.
- Homenagem a Eduardo Portella. Academia Brasileira de Letras, Rio de Janeiro 2003, ISBN 85-7440-065-3.
- Castro Alves, um poeta sempre jovem. Companhia Das Letras, São Paulo 2006, ISBN 85-359-0789-0. (Auch: Belo Horizonte 2008).
- O quadrado amarelo. Imprensa Oficial do Estado de São Paulo, São Paulo 2009, ISBN 978-85-7060-690-7. (Enthält kunstkritische Aufsätze).

Jugendliteratur
- Um Passeio pela África. Nova Fronteira, Rio de Janeiro 2006, ISBN 85-209-1781-X. (Illustrationen: Rodrigo Rosa).
- A África explicada aos meus filhos. Agir, Rio de Janeiro 2008, ISBN 978-85-220-0897-1 (eingeschränkte Vorschau in der Google-Buchsuche)

Anthologien, Herausgeberschaften
- Antônio Francisco da Costa e Silva: Poesías completas. Rio de Janeiro 1950. (3., erweiterte und annotierte Auflage: Ed. Nova Fronteira, Rio de Janeiro/Instituto Nacional do Livro, Brasília 1985).
- Lendas do índio brasileiro. Neuausgabe: Ediouro, Rio de Janeiro 2009, ISBN 978-85-62540-24-0. (eingeschränkte Vorschau in der Google-Buchsuche). (Erstausgabe: Antologia de lendas do índio brasileiro. Instituto Nacional do Livro, Rio de Janeiro 1957).
- A nova poesia brasileira. Escritório de Propaganda e Expansão Comercial do Brasil em Lisboa, Lisboa 1960.
- Luís de Camões: Poemas de amor. Organização Alberto da Costa e Silva. Ediouro, Rio de Janeiro 1998, ISBN 85-00-00686-2.
- Antologia da poesia portuguesa contemporânea. Um panorama. Com Alexei Bueno. Lacerda, Rio de Janeiro 1999. (Auch: 2006).
- O Itamaraty na cultura brasileira. Alves, Rio de Janeiro 2002, ISBN 85-265-0461-4. (Enthält biografische Aufsätze, Itamaraty ist die Kurzform für das brasilianische Außenministerium).
  - Englische Ausgabe: Itamaraty in Brazilian culture. Arte 21, Brasília 2003.
- Augusto Meyer: Ensaios escolhidos. Seleção e prefácio de Alberto da Costa e Silva. Editora José Olympio, Rio de Janeiro 2007, ISBN 978-85-03-00966-9.
- Jorge Amado: Essencial Jorge Amado. Seleção e prefácio de Alberto da Costa e Silva. Penguin Companhia Das Letras, São Paulo 2010, ISBN 978-85-63560-04-9.